# Ổi dứa
Ổi dứa (Acca sellowiana) là một loài thực vật có hoa trong Họ Đào kim nương. Tuy gọi là "ổi" nhưng ổi dứa không cùng loài với Psidium guajava. Ổi dứa được (O.Berg) Burret mô tả khoa học đầu tiên năm 1941.
Ổi dứa nguyên thủy là cây mọc dại ở Nam Mỹ, trong khu vực giáp giới của bốn nước Brasil, Argentina, Paraguay và Uruguay với khí hậu ôn đới, cần một thời gian khá lạnh mới đậu trái.

## Tập tính
Cây mọc dạng bụi, chiều cao đạt 5 mét, lá xanh quanh năm. Dạng lá hình trứng, dài 7 cm. Mặt dưới lá có lông tơ nên sắc lá có màu lục xỉn, ngả màu lam. Ở Bắc Bán cầu cây nở hoa vào tháng 5. Hoa có bề ngang không quá 5 phân, cánh hoa mọng nước, màu trắng hoặc phớt hồng. Nhụy hoa màu điều. Hoa ăn được, thường dùng trong món xà lách.
Nếu hoa đậu thì khoảng 4 đến 6 tháng sau trái bắt đầu chín. Trái hình trứng, thoạt tiên màu xám xanh, sau ngả màu nâu hung. Khi chín trái mau rụng xuống đất nên dễ bị bầm dập. Vị trái tương tự như ổi pha với mùi dứa.

## Hình ảnh

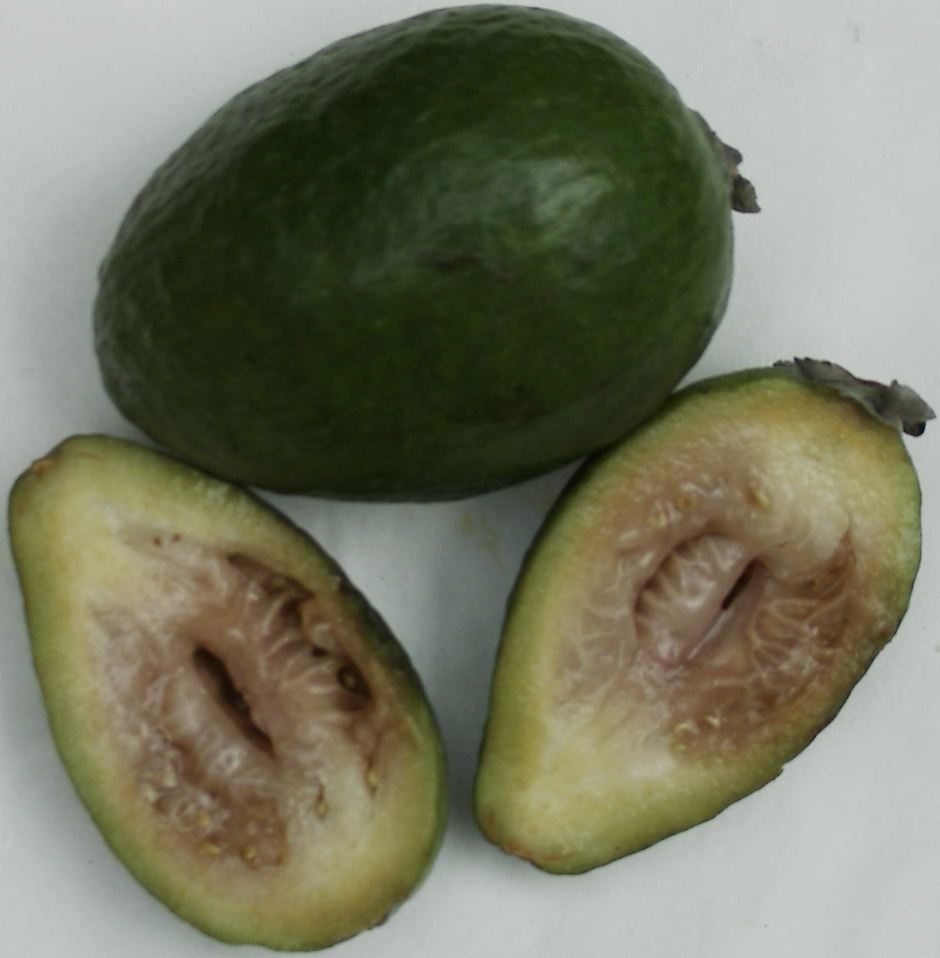
Ổi dứa bổ dọc
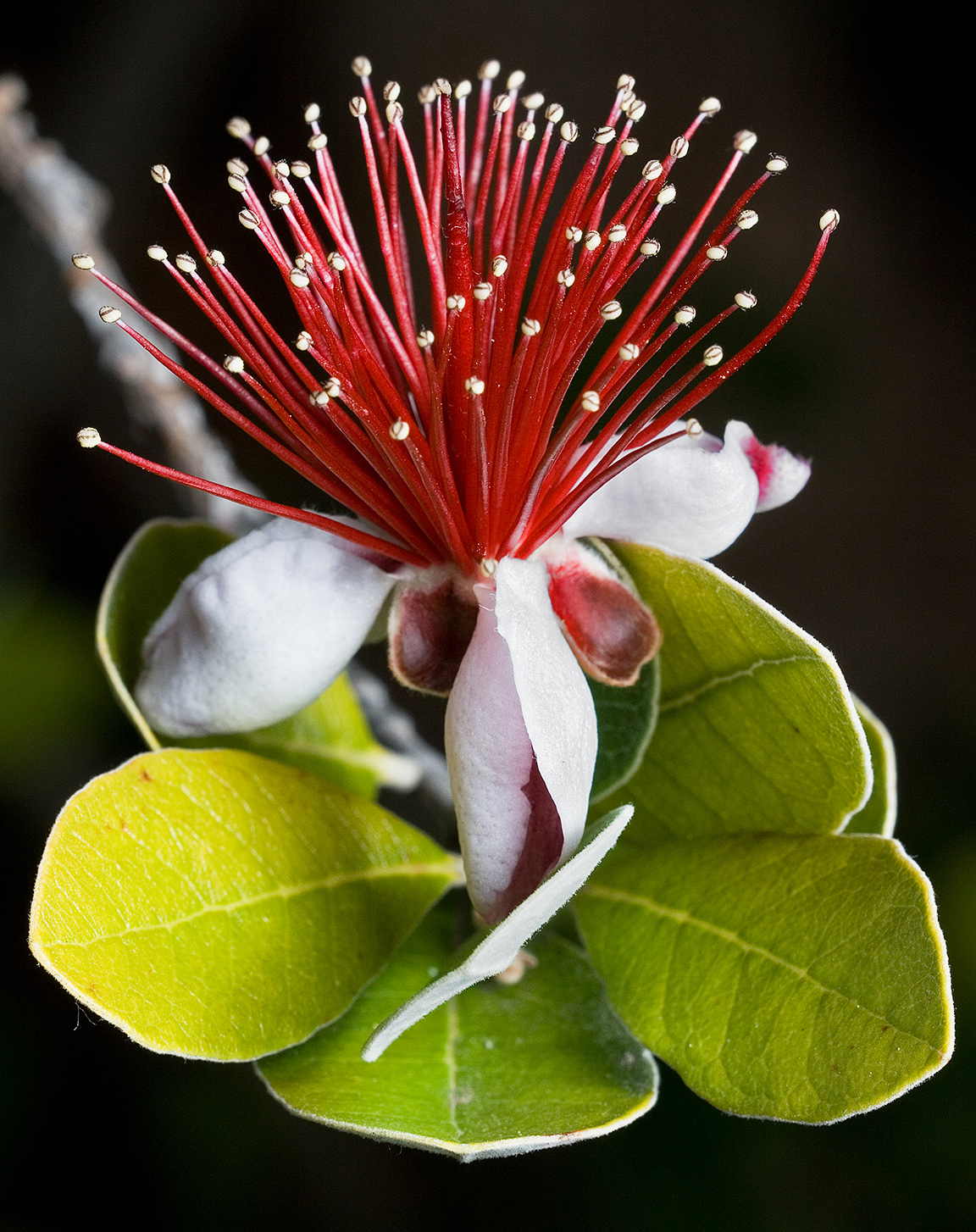
Hoa và lá ổi dứa
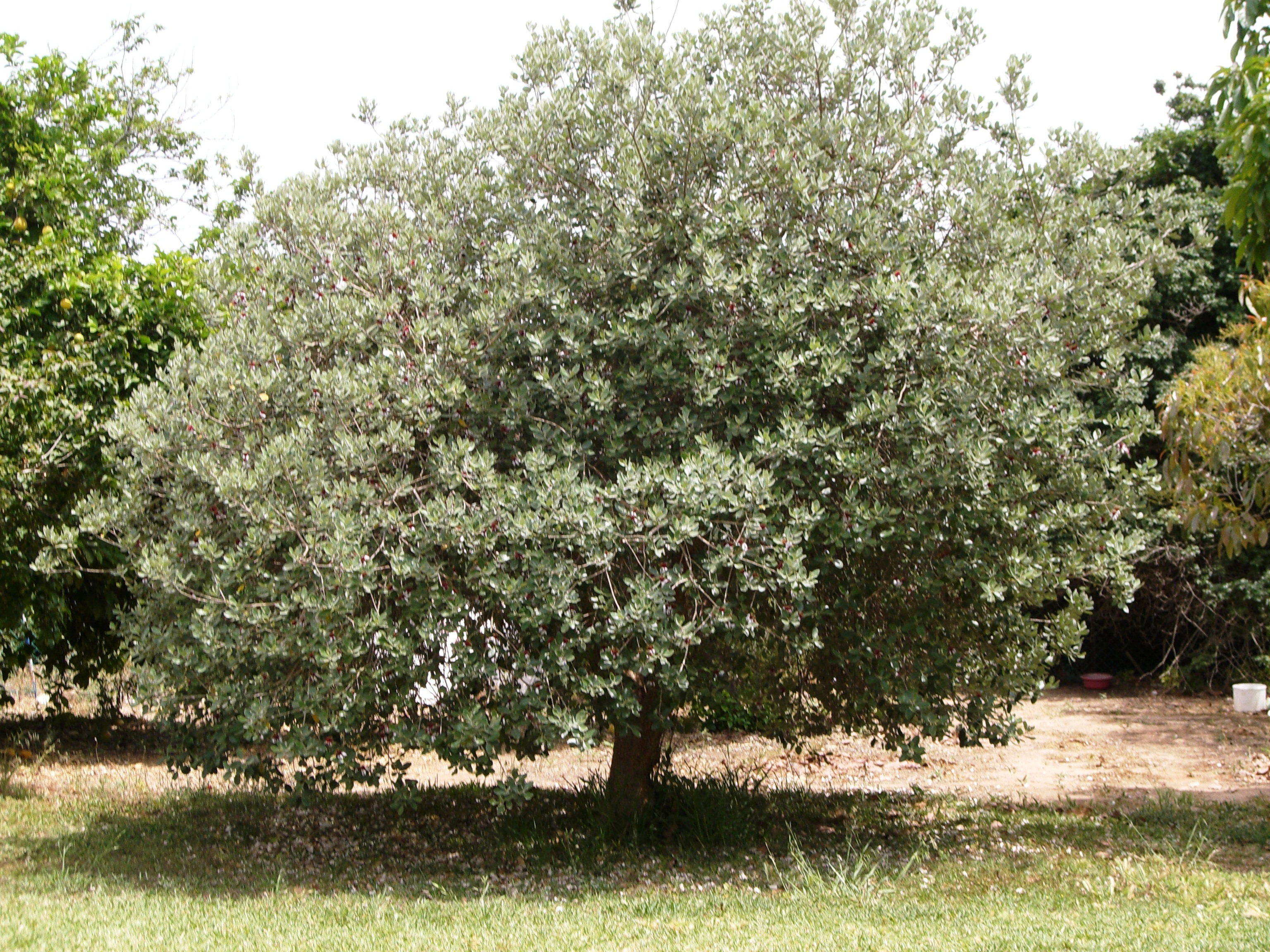
Dạng cây lùm bụi
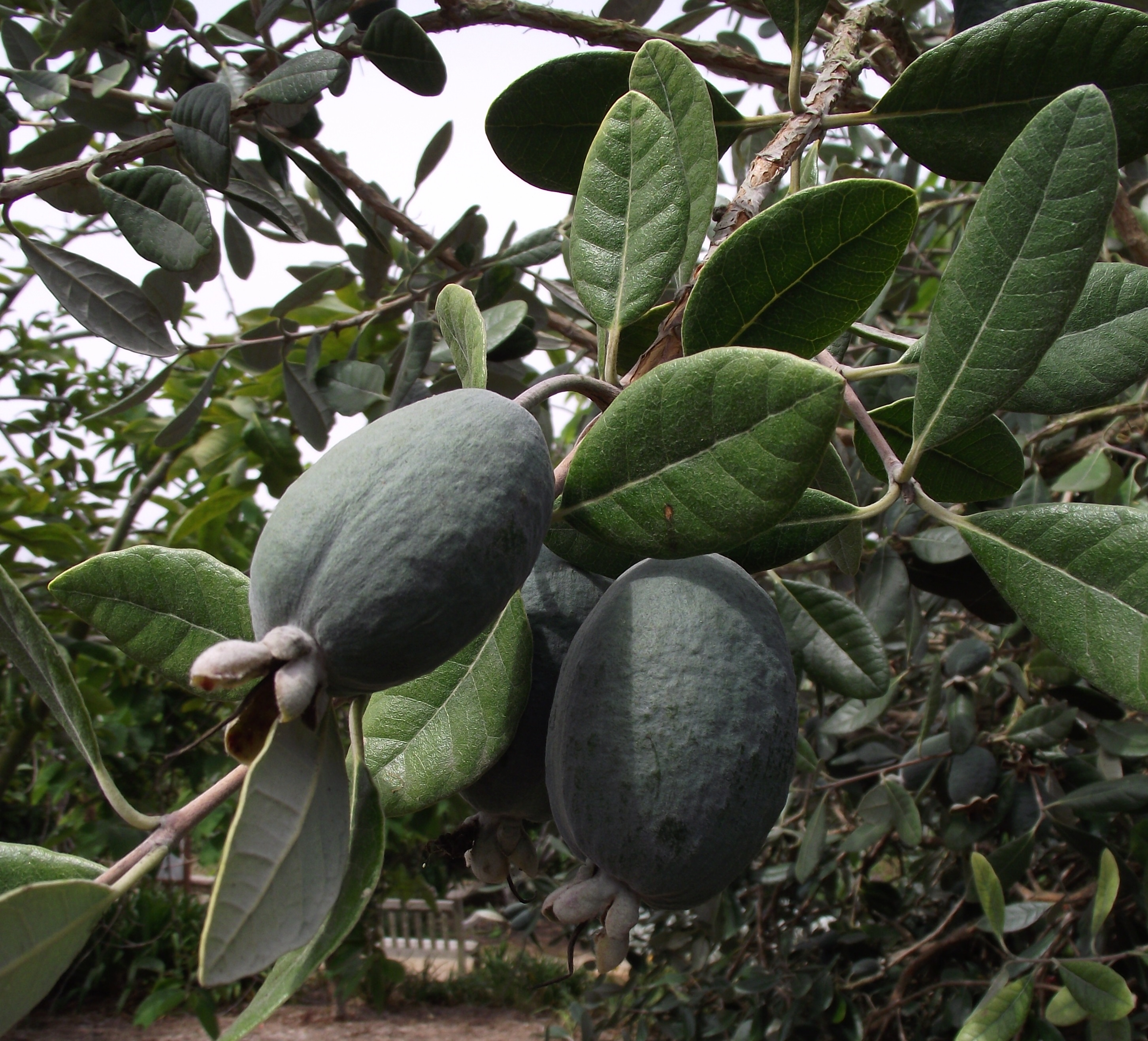
Trái trên cây